# ورد كوري
ورد كوري (الاسم العلمي: Rosa koreana) هو نوع من النباتات يتبع جنس الورد من الفصيلة الوردية، وصفهُ عالم النبات فلاديمير ليونتيفتش كوماروف.
يتوزع موطنهُ الأساسي في كُلٍ مِن روسيا وكوريا.